# Andrew Dick (cầu thủ bóng đá)
Andrew James Dick (sinh ngày 25 tháng 2 năm 1986 ở Carlisle) là một cầu thủ bóng đá người Anh, từng thi đấu ở Scottish Football League cho Clyde.